# پرنگل
پرنگل، روستایی است از توابع بخش مرکزی شهرستان مینودشت در استان گلستان ایران.

## جمعیت
این روستا در دهستان کوهسارات قرار داشته و بر اساس سرشماری سال ۱۳۹۰ جمعیت آن ۸۴۳ نفر (۱۸۰ خانوار)
بوده است.